# Epidesma demonis
Epidesma demonis är en fjärilsart som beskrevs av Druce 1896. Epidesma demonis ingår i släktet Epidesma och familjen björnspinnare. Inga underarter finns listade i Catalogue of Life.